# Богдановка (Вознесенский район)
Богда́новка (укр. Богданівка; ранее Щедрое, Гарбовое) — село в Вознесенском районе Николаевской области Украины.

## История
Село было основано в 1831 году на берегу Южного Буга. Население — 1839 человек, площадь — 3,282 км².
В годы Великой Отечественной войны село находилось в составе румынской оккупационной зоны. Оккупационными властями в Богдановке был построен концентрационный лагерь для евреев на территории свинокомплекса у реки Южный Буг.

## Концлагерь
Осенью 1941 года румынскими оккупантами в селе Богдановка был создан концентрационный лагерь для евреев на территории свинокомплекса у реки Южный Буг.
В конце 1941 года в лагере было около 54 тысяч человек. В декабре 1941 года после вспышки эпидемии тифа было решено уничтожить всех заключённых. Румынские власти (согласно ряду источников — с участием немецких войск) начали массовое убийство 21 декабря 1941 года. Операция по уничтожению евреев, приуроченная ко дню рождения Сталина, была названа «Подарок Сталину». Узники были принуждены рыть голыми руками ямы в промёрзшей земле и складывать в них тела только что расстрелянных или сожжённых заживо в сараях товарищей по заключению.
Количество жертв, казнённых в бывшем Доманёвском районе, превышает 115 тысяч человек, из них около 55 тысяч — непосредственно в Богдановке.
Организаторы расстрелов М. Ионеску, В. Манеску и ряд других в 1945 году приговорены к смертной казни, которая впоследствии заменена на пожизненное заключение.